# Arthur de Gobineau
Joseph Arthur de Gobineau ([ɡɔbino]; 1816. július 14. – 1882. október 13.) francia arisztokrata, diplomata, antropológus, gondolkodó, író, akinek faji elmélete óriási hatást gyakorolt a későbbi Európa rasszista elméleteire és történelmére. Romantikus ihletésű irodalmi művek (novellák és regények), esszék, valamint az ókori Iránról szóló történelmi és filológiai művek szerzője is volt.
Közvetlenül az 1848-as forradalmak után írt egy esszét az emberi fajok egyenlőtlenségéről. Ebben azzal érvelt, hogy az arisztokraták felsőbbrendűek a közembereknél és hogy az arisztokraták több árja tulajdonsággal rendelkeznek, mivel kevésbé keveredtek alacsonyabb rendű fajokkal. Ebben a művében sajnálatát fejezi ki amiatt, hogy szerinte a „fajok” eléggé keveredtek ahhoz, hogy többé ne legyen jelentős különbség, így a fehér faj elveszti a „vitalitását”.
Írásai a forradalom utáni Franciaországban kevés visszhangra találtak, de más országokban, különösen Németországban, áltudományos elméleteket, így az árja faj elméletét táplálták.

## Művei

### Esszék
Történelem
- Esszé az emberi fajok egyenlőtlenségéről, Essai sur l'inégalité des races humaines, tomes I et II (1853), III, IV, V et VI (1855). Les livres 1 à 6 sont disponibles sous format word et PDF ici : Uqac.ca
- Emlékirat a mai Perzsia társadalmi helyzetéről (1856)
- A perzsák története, Párizs, 1869
- Mi történik Ázsiában (1877; posztumusz kiadás, Paris, Cahiers Libres, 1928)

Filozófia
- Vallások és filozófiák Közép-Ázsiában , Párizs, Plon, 1865
- Emlékirat az egyéni élet különféle megnyilvánulásairól (1869; Desclée de Brouwer, 1935)

Filológia
- Az ékírásos írások olvasása (1858)
- Értekezés az ékírásokról (1864)

Pamfletek:
- Mi történt Franciaországgal 1870-ben (1870, posztumusz; Klincksieck, 1970)
- A harmadik köztársaság és mit ér (1877, posztumusz)

### Irodalmi művek
Regények és novellák
- Ternove – Méline, Cans et Cie Bruxelles, 1848[11]
- Adélaïde (1869, posthume)
- Souvenirs de voyage : Le Mouchoir rouge, Akrivie Phrangopoulo, La Chasse au caribou (1872 ; Folio-Gallimard, 1985)
- Les Pléiades (1874 ; Folio-Gallimard, 1997)
- Nouvelles asiatiques : La Danseuse de Shamakha, L'Illustre Magicien, Histoire de Gambèr-Aly, La Guerre des Turcomans, Les Amants de Kandahar et La Vie de voyage (1876 ; P.O.L., 1990 ; Les Éditions du Sonneur, 2007)
- La Renaissance, scènes historiques (1877 ; GF-Flammarion, 1980)

Utazási történetek
- Három év Ázsiában (Trois ans en Asie), 1859 (Métailié, 1980)
- Utazás Új-Fundlandra (Voyage à Terre-Neuve, 1861 (Arléa, 1993)

Költészet
- La Chronique rimée de Jean Chouan et de ses compagnons (1846)
- L'Aphroëssa (1869)
- Amadis (1876)
- Amadis (1887, rééd. intégrale, partiellement posthume)
- Tre poemi inediti (Firenze, Olschki, 1965)

Színház:
- Les Adieux de Don Juan (1844)
- Alexandre le Macédonien (1847, posthume).

Kritikus:
- Études critiques 1842-1847 (Klincksieck, 1984)

Levélregény:
- Lettres à deux Athéniennes (Castalie, Librairie Kauffmann, 1936)

### Magyarul megjelent művek
- A renaissance. Történelmi jelenetek; ford., jegyz. Székely István; Franklin, Budapest, 1904
  - 1. Savonarola, Cesare Borgia
  - 2. Julius, X. Leo, Michelangelo
- A turkomán-háború. Elbeszélés; ford. Gy. H.; Franklin, Budapest, 1905 (Olcsó könyvtár)
- A samakai táncosnő; ford. Szabó Károly; Franklin, Budapest, 1906 (Olcsó könyvtár)
- A sámán átka; ford. Szabó Károly; Franklin, Budapest, 1906 (Olcsó könyvtár)
- A renaissance; ford. Kuncz Aladár; Genius, Budapest, 1921 (Nagy írók – nagy írások)
- A renaissance. Savonarola, Cesare Borgia, II. Gyula, X. Leo, Michelangelo; Rózsavölgyi, Budapest, 1921 
  - 1. Savonarola; ford. Wildner Ödön
  - 2. Cesare Borgia; ford. Wisingeré Mohr Margit
  - 3. II. Gyula; ford. Nyireő Éva
  - 4. X. Leó; ford. Wisingerné Mohr Margit
  - 5. Michelangelo; ford. Wildner Ödön
- Parasztlázadás. Regény; ford. Csima Jenő; Dante, Budapest, 1924 (Halhatatlan könyvek)
- Gamber-Ali története. Regény; Pegasus-Verlag, Wien, 1925 (Modern regényírók)